# Världsmästerskapet i schack 1972
Världsmästerskapet i schack 1972 var en titelmatch mellan den regerande världsmästaren Boris Spasskij och utmanaren Bobby Fischer. Den spelades i Reykjavik mellan den 11 juli och 31 augusti 1972. Matchen spelades över 24 partier och slutade med att Fischer blev ny världsmästare.

## Bakgrund
Matchen väckte stor uppmärksamhet och omtalades som ”århundradets match” långt innan den börjat. Den sågs som en del av det kalla kriget där Sovjetunionens alla resurser ställdes mot den ensamme Fischer. Pressen var stor på båda spelarna, framför allt på Spasskij som hade förväntningar från den sovjetiska ledningen att försvara VM-titeln som landet innehaft sedan 1948. Matchen blev senare en av inspirationskällorna till musikalen Chess.
Det kom in tretton olika bud för att arrangera matchen, det högsta från Belgrad (152 000 dollar). Spelarna hade dock sista ordet i val av spelplats. Spasskij föredrog en plats med liknande klimat som hans hemstad Leningrad medan Fischer prioriterade pengarna.
Efter förhandlingar bestämde FIDE:s president Max Euwe att matchen skulle delas mellan Belgrad och Reykjavik.
Ryssarna protesterade mot beslutet. Fischer, i sin tur, protesterade mot att prissumman var för låg, trots att den var högre än alla tidigare VM-matcher tillsammans. Efter flera turer backade Belgrad ur och hela matchen hamnade på Island.
Inför matchen tränade Spasskij tillsammans med sina sekundanter i Sotji på den ryska svartahavskusten. 
Fischer förberedde sig till stor del ensam på en semesteranläggning i delstaten New York, bland annat med hjälp av en bok med Spasskijs samtliga partier.
Fischer hade innan matchen aldrig vunnit ett parti mot Spasskij, men sågs ändå som favorit i kraft av sina fantastiska resultat under kvalificeringen till titelmatchen och sitt klart högre ratingtal.
Matchen var planerad att starta den 2 juli men strax innan starten krävde Fischer att spelarna skulle få en andel av TV- och publikintäkterna, och han dök inte upp till öppningsceremonin. Det var in i det sista osäkert om matchen skulle bli av, men efter att den brittiske mångmiljonären Jim Slater skjutit till 125 000 dollar (och därmed dubblat prissumman) och flera personer, bland dem Henry Kissinger, försökt övertala Fischer, flög han till Island. Efter nya bråk och protester kom matchen till slut igång den 11 juli.
Fischer fick mycket kritik, även i USA, för sitt excentriska och irrationella uppträdande innan och under matchen. Det stod i stark kontrast mot hans lugna och säkra spel som imponerade på schackspelare över hela världen, också i Sovjet.

## Kvalificering till titelmatchen
Kvalificeringen till titelmatchen skedde i flera steg, från zonturneringar till en interzonturnering till kandidatmatcher.

### Interzonturneringen
Interzonturneringen spelades i Palma de Mallorca under november och december 1970. De sex första blev kvalificerade för kandidatmatcherna.
Fischer hade varit inaktiv under 18 månader från slutet av 1968. Han hade inte spelat de amerikanska mästerskapen 1969 som fungerade som zonturnering för zon V, och var därför inte kvalificerad för interzonturneringen. När Fischer gjorde comeback i mars 1970 dominerade han kraftigt och radade upp turneringssegrar. Det fanns starka önskemål att Fischer skulle delta i interzonturneringen och det löste sig genom att Pál Benkő, mot en viss ersättning, avstod sin plats till Fischer.
Interzonturneringen slutade med en klar vinst för Fischer som tog 18½ poäng på 23 ronder. Det kom att bli den sista turneringen som Fischer spelade men det visste ingen då. Övriga kvalificerade var Bent Larsen, Jefim Geller, Robert Hübner, Mark Tajmanov och Wolfgang Uhlmann.
Utöver dessa sex var Tigran Petrosian (som förlorare i titelmatchen 1969) och Viktor Kortjnoj (som förlorare i kandidatfinalen 1968) direktkvalificerade till kandidatmatcherna. 

### Kandidatmatcherna
Kandidatmatcherna spelades under 1971.
Kvartsfinalerna och semifinalerna spelades som bäst av 10 partier, och finalen som bäst av tolv.
I kvartsfinalen mellan Petrosian och Hübner, bröt den senare matchen efter sju partier på grund av missnöje med buller i spellokalen.
|  | Kvartsfinaler    | Kvartsfinaler    |    |                 | Semifinaler | Semifinaler |  |               | Final | Final |  |  |  |  |
|  |                  |                  |    |                 |             |             |  |               |       |       |  |  |  |  |
|  | Bobby Fischer    | 6                |    |                 |             |             |  |               |       |       |  |  |  |  |
|  | Mark Tajmanov    | 0                |    |                 |             |             |  |               |       |       |  |  |  |  |
|  | Mark Tajmanov    | 0                |    | Bobby Fischer   | 6           |             |  |               |       |       |  |  |  |  |
|  |                  |                  |    | Bobby Fischer   | 6           |             |  |               |       |       |  |  |  |  |
|  |                  | Bent Larsen      | 0  |                 |             |             |  |               |       |       |  |  |  |  |
|  | Bent Larsen      | Bent Larsen      | 0  | 5½              |             |             |  |               |       |       |  |  |  |  |
|  | Bent Larsen      |                  |    | 5½              |             |             |  |               |       |       |  |  |  |  |
|  | Wolfgang Uhlmann | 3½               |    |                 |             |             |  |               |       |       |  |  |  |  |
|  | Wolfgang Uhlmann | 3½               |    |                 |             |             |  | Bobby Fischer | 6½    |       |  |  |  |  |
|  |                  |                  |    |                 |             |             |  | Bobby Fischer | 6½    |       |  |  |  |  |
|  |                  | Tigran Petrosian | 2½ |                 |             |             |  |               |       |       |  |  |  |  |
|  | Viktor Kortjnoj  | Tigran Petrosian | 2½ | 5½              |             |             |  |               |       |       |  |  |  |  |
|  | Viktor Kortjnoj  |                  |    | 5½              |             |             |  |               |       |       |  |  |  |  |
|  | Jefim Geller     | 2½               |    |                 |             |             |  |               |       |       |  |  |  |  |
|  | Jefim Geller     | 2½               |    | Viktor Kortjnoj | 4½          |             |  |               |       |       |  |  |  |  |
|  |                  |                  |    | Viktor Kortjnoj | 4½          |             |  |               |       |       |  |  |  |  |
|  |                  | Tigran Petrosian | 5½ |                 |             |             |  |               |       |       |  |  |  |  |
|  | Tigran Petrosian | Tigran Petrosian | 5½ | 4               |             |             |  |               |       |       |  |  |  |  |
|  | Tigran Petrosian |                  |    | 4               |             |             |  |               |       |       |  |  |  |  |
|  | Robert Hübner    | 3                |    |                 |             |             |  |               |       |       |  |  |  |  |

Fischer dominerade kandidatmatcherna på ett förkrossande sätt med historiska segrar med 6–0 mot Tajmanov och Larsen.
När han vann det första partiet i kandidatfinalen i Buenos Aires mot Petrosian hade han vunnit tjugo raka partier (de sju sista i interzonturneringen och tretton i kandidatmatcherna).

## Regler
Titelmatchen spelades som bäst av 24 partier. Vid ett oavgjort resultat (12–12) behöll den regerande mästaren titeln. Dragserien var 40 drag på två och en halv timme. Man spelade tre partier per vecka och avbrutna partier spelades klart dagen efter.

## Resultat
| Namn           | Rating | Parti | Parti | Parti | Parti | Parti | Parti | Parti | Parti | Parti | Parti | Parti | Parti | Parti | Parti | Parti | Parti | Parti | Parti | Parti | Parti | Parti | Poäng |
| Namn           | Rating | 1     | 2     | 3     | 4     | 5     | 6     | 7     | 8     | 9     | 10    | 11    | 12    | 13    | 14    | 15    | 16    | 17    | 18    | 19    | 20    | 21    | Poäng |
| -------------- | ------ | ----- | ----- | ----- | ----- | ----- | ----- | ----- | ----- | ----- | ----- | ----- | ----- | ----- | ----- | ----- | ----- | ----- | ----- | ----- | ----- | ----- | ----- |
| Boris Spasskij | 2660   | 1     | 1     | 0     | ½     | 0     | 0     | ½     | 0     | ½     | 0     | 1     | ½     | 0     | ½     | ½     | ½     | ½     | ½     | ½     | ½     | 0     | 8½    |
| Bobby Fischer  | 2785   | 0     | 0     | 1     | ½     | 1     | 1     | ½     | 1     | ½     | 1     | 0     | ½     | 1     | ½     | ½     | ½     | ½     | ½     | ½     | ½     | 1     | 12½   |

## Partier
|   | a | b | c | d | e | f | g | h |   |
| 8 | f8 svart kung · a7 svart bonde · b7 svart bonde · g7 svart bonde · h7 svart bonde · d6 svart löpare · e6 svart bonde · f6 svart bonde · b5 vit bonde · a3 vit bonde · d3 vit kung · e3 vit bonde · f2 vit bonde · g2 vit bonde · h2 vit bonde · c1 vit löpare | f8 svart kung · a7 svart bonde · b7 svart bonde · g7 svart bonde · h7 svart bonde · d6 svart löpare · e6 svart bonde · f6 svart bonde · b5 vit bonde · a3 vit bonde · d3 vit kung · e3 vit bonde · f2 vit bonde · g2 vit bonde · h2 vit bonde · c1 vit löpare | f8 svart kung · a7 svart bonde · b7 svart bonde · g7 svart bonde · h7 svart bonde · d6 svart löpare · e6 svart bonde · f6 svart bonde · b5 vit bonde · a3 vit bonde · d3 vit kung · e3 vit bonde · f2 vit bonde · g2 vit bonde · h2 vit bonde · c1 vit löpare | f8 svart kung · a7 svart bonde · b7 svart bonde · g7 svart bonde · h7 svart bonde · d6 svart löpare · e6 svart bonde · f6 svart bonde · b5 vit bonde · a3 vit bonde · d3 vit kung · e3 vit bonde · f2 vit bonde · g2 vit bonde · h2 vit bonde · c1 vit löpare | f8 svart kung · a7 svart bonde · b7 svart bonde · g7 svart bonde · h7 svart bonde · d6 svart löpare · e6 svart bonde · f6 svart bonde · b5 vit bonde · a3 vit bonde · d3 vit kung · e3 vit bonde · f2 vit bonde · g2 vit bonde · h2 vit bonde · c1 vit löpare | f8 svart kung · a7 svart bonde · b7 svart bonde · g7 svart bonde · h7 svart bonde · d6 svart löpare · e6 svart bonde · f6 svart bonde · b5 vit bonde · a3 vit bonde · d3 vit kung · e3 vit bonde · f2 vit bonde · g2 vit bonde · h2 vit bonde · c1 vit löpare | f8 svart kung · a7 svart bonde · b7 svart bonde · g7 svart bonde · h7 svart bonde · d6 svart löpare · e6 svart bonde · f6 svart bonde · b5 vit bonde · a3 vit bonde · d3 vit kung · e3 vit bonde · f2 vit bonde · g2 vit bonde · h2 vit bonde · c1 vit löpare | f8 svart kung · a7 svart bonde · b7 svart bonde · g7 svart bonde · h7 svart bonde · d6 svart löpare · e6 svart bonde · f6 svart bonde · b5 vit bonde · a3 vit bonde · d3 vit kung · e3 vit bonde · f2 vit bonde · g2 vit bonde · h2 vit bonde · c1 vit löpare | 8 |
| 7 | f8 svart kung · a7 svart bonde · b7 svart bonde · g7 svart bonde · h7 svart bonde · d6 svart löpare · e6 svart bonde · f6 svart bonde · b5 vit bonde · a3 vit bonde · d3 vit kung · e3 vit bonde · f2 vit bonde · g2 vit bonde · h2 vit bonde · c1 vit löpare | f8 svart kung · a7 svart bonde · b7 svart bonde · g7 svart bonde · h7 svart bonde · d6 svart löpare · e6 svart bonde · f6 svart bonde · b5 vit bonde · a3 vit bonde · d3 vit kung · e3 vit bonde · f2 vit bonde · g2 vit bonde · h2 vit bonde · c1 vit löpare | f8 svart kung · a7 svart bonde · b7 svart bonde · g7 svart bonde · h7 svart bonde · d6 svart löpare · e6 svart bonde · f6 svart bonde · b5 vit bonde · a3 vit bonde · d3 vit kung · e3 vit bonde · f2 vit bonde · g2 vit bonde · h2 vit bonde · c1 vit löpare | f8 svart kung · a7 svart bonde · b7 svart bonde · g7 svart bonde · h7 svart bonde · d6 svart löpare · e6 svart bonde · f6 svart bonde · b5 vit bonde · a3 vit bonde · d3 vit kung · e3 vit bonde · f2 vit bonde · g2 vit bonde · h2 vit bonde · c1 vit löpare | f8 svart kung · a7 svart bonde · b7 svart bonde · g7 svart bonde · h7 svart bonde · d6 svart löpare · e6 svart bonde · f6 svart bonde · b5 vit bonde · a3 vit bonde · d3 vit kung · e3 vit bonde · f2 vit bonde · g2 vit bonde · h2 vit bonde · c1 vit löpare | f8 svart kung · a7 svart bonde · b7 svart bonde · g7 svart bonde · h7 svart bonde · d6 svart löpare · e6 svart bonde · f6 svart bonde · b5 vit bonde · a3 vit bonde · d3 vit kung · e3 vit bonde · f2 vit bonde · g2 vit bonde · h2 vit bonde · c1 vit löpare | f8 svart kung · a7 svart bonde · b7 svart bonde · g7 svart bonde · h7 svart bonde · d6 svart löpare · e6 svart bonde · f6 svart bonde · b5 vit bonde · a3 vit bonde · d3 vit kung · e3 vit bonde · f2 vit bonde · g2 vit bonde · h2 vit bonde · c1 vit löpare | f8 svart kung · a7 svart bonde · b7 svart bonde · g7 svart bonde · h7 svart bonde · d6 svart löpare · e6 svart bonde · f6 svart bonde · b5 vit bonde · a3 vit bonde · d3 vit kung · e3 vit bonde · f2 vit bonde · g2 vit bonde · h2 vit bonde · c1 vit löpare | 7 |
| 6 | f8 svart kung · a7 svart bonde · b7 svart bonde · g7 svart bonde · h7 svart bonde · d6 svart löpare · e6 svart bonde · f6 svart bonde · b5 vit bonde · a3 vit bonde · d3 vit kung · e3 vit bonde · f2 vit bonde · g2 vit bonde · h2 vit bonde · c1 vit löpare | f8 svart kung · a7 svart bonde · b7 svart bonde · g7 svart bonde · h7 svart bonde · d6 svart löpare · e6 svart bonde · f6 svart bonde · b5 vit bonde · a3 vit bonde · d3 vit kung · e3 vit bonde · f2 vit bonde · g2 vit bonde · h2 vit bonde · c1 vit löpare | f8 svart kung · a7 svart bonde · b7 svart bonde · g7 svart bonde · h7 svart bonde · d6 svart löpare · e6 svart bonde · f6 svart bonde · b5 vit bonde · a3 vit bonde · d3 vit kung · e3 vit bonde · f2 vit bonde · g2 vit bonde · h2 vit bonde · c1 vit löpare | f8 svart kung · a7 svart bonde · b7 svart bonde · g7 svart bonde · h7 svart bonde · d6 svart löpare · e6 svart bonde · f6 svart bonde · b5 vit bonde · a3 vit bonde · d3 vit kung · e3 vit bonde · f2 vit bonde · g2 vit bonde · h2 vit bonde · c1 vit löpare | f8 svart kung · a7 svart bonde · b7 svart bonde · g7 svart bonde · h7 svart bonde · d6 svart löpare · e6 svart bonde · f6 svart bonde · b5 vit bonde · a3 vit bonde · d3 vit kung · e3 vit bonde · f2 vit bonde · g2 vit bonde · h2 vit bonde · c1 vit löpare | f8 svart kung · a7 svart bonde · b7 svart bonde · g7 svart bonde · h7 svart bonde · d6 svart löpare · e6 svart bonde · f6 svart bonde · b5 vit bonde · a3 vit bonde · d3 vit kung · e3 vit bonde · f2 vit bonde · g2 vit bonde · h2 vit bonde · c1 vit löpare | f8 svart kung · a7 svart bonde · b7 svart bonde · g7 svart bonde · h7 svart bonde · d6 svart löpare · e6 svart bonde · f6 svart bonde · b5 vit bonde · a3 vit bonde · d3 vit kung · e3 vit bonde · f2 vit bonde · g2 vit bonde · h2 vit bonde · c1 vit löpare | f8 svart kung · a7 svart bonde · b7 svart bonde · g7 svart bonde · h7 svart bonde · d6 svart löpare · e6 svart bonde · f6 svart bonde · b5 vit bonde · a3 vit bonde · d3 vit kung · e3 vit bonde · f2 vit bonde · g2 vit bonde · h2 vit bonde · c1 vit löpare | 6 |
| 5 | f8 svart kung · a7 svart bonde · b7 svart bonde · g7 svart bonde · h7 svart bonde · d6 svart löpare · e6 svart bonde · f6 svart bonde · b5 vit bonde · a3 vit bonde · d3 vit kung · e3 vit bonde · f2 vit bonde · g2 vit bonde · h2 vit bonde · c1 vit löpare | f8 svart kung · a7 svart bonde · b7 svart bonde · g7 svart bonde · h7 svart bonde · d6 svart löpare · e6 svart bonde · f6 svart bonde · b5 vit bonde · a3 vit bonde · d3 vit kung · e3 vit bonde · f2 vit bonde · g2 vit bonde · h2 vit bonde · c1 vit löpare | f8 svart kung · a7 svart bonde · b7 svart bonde · g7 svart bonde · h7 svart bonde · d6 svart löpare · e6 svart bonde · f6 svart bonde · b5 vit bonde · a3 vit bonde · d3 vit kung · e3 vit bonde · f2 vit bonde · g2 vit bonde · h2 vit bonde · c1 vit löpare | f8 svart kung · a7 svart bonde · b7 svart bonde · g7 svart bonde · h7 svart bonde · d6 svart löpare · e6 svart bonde · f6 svart bonde · b5 vit bonde · a3 vit bonde · d3 vit kung · e3 vit bonde · f2 vit bonde · g2 vit bonde · h2 vit bonde · c1 vit löpare | f8 svart kung · a7 svart bonde · b7 svart bonde · g7 svart bonde · h7 svart bonde · d6 svart löpare · e6 svart bonde · f6 svart bonde · b5 vit bonde · a3 vit bonde · d3 vit kung · e3 vit bonde · f2 vit bonde · g2 vit bonde · h2 vit bonde · c1 vit löpare | f8 svart kung · a7 svart bonde · b7 svart bonde · g7 svart bonde · h7 svart bonde · d6 svart löpare · e6 svart bonde · f6 svart bonde · b5 vit bonde · a3 vit bonde · d3 vit kung · e3 vit bonde · f2 vit bonde · g2 vit bonde · h2 vit bonde · c1 vit löpare | f8 svart kung · a7 svart bonde · b7 svart bonde · g7 svart bonde · h7 svart bonde · d6 svart löpare · e6 svart bonde · f6 svart bonde · b5 vit bonde · a3 vit bonde · d3 vit kung · e3 vit bonde · f2 vit bonde · g2 vit bonde · h2 vit bonde · c1 vit löpare | f8 svart kung · a7 svart bonde · b7 svart bonde · g7 svart bonde · h7 svart bonde · d6 svart löpare · e6 svart bonde · f6 svart bonde · b5 vit bonde · a3 vit bonde · d3 vit kung · e3 vit bonde · f2 vit bonde · g2 vit bonde · h2 vit bonde · c1 vit löpare | 5 |
| 4 | f8 svart kung · a7 svart bonde · b7 svart bonde · g7 svart bonde · h7 svart bonde · d6 svart löpare · e6 svart bonde · f6 svart bonde · b5 vit bonde · a3 vit bonde · d3 vit kung · e3 vit bonde · f2 vit bonde · g2 vit bonde · h2 vit bonde · c1 vit löpare | f8 svart kung · a7 svart bonde · b7 svart bonde · g7 svart bonde · h7 svart bonde · d6 svart löpare · e6 svart bonde · f6 svart bonde · b5 vit bonde · a3 vit bonde · d3 vit kung · e3 vit bonde · f2 vit bonde · g2 vit bonde · h2 vit bonde · c1 vit löpare | f8 svart kung · a7 svart bonde · b7 svart bonde · g7 svart bonde · h7 svart bonde · d6 svart löpare · e6 svart bonde · f6 svart bonde · b5 vit bonde · a3 vit bonde · d3 vit kung · e3 vit bonde · f2 vit bonde · g2 vit bonde · h2 vit bonde · c1 vit löpare | f8 svart kung · a7 svart bonde · b7 svart bonde · g7 svart bonde · h7 svart bonde · d6 svart löpare · e6 svart bonde · f6 svart bonde · b5 vit bonde · a3 vit bonde · d3 vit kung · e3 vit bonde · f2 vit bonde · g2 vit bonde · h2 vit bonde · c1 vit löpare | f8 svart kung · a7 svart bonde · b7 svart bonde · g7 svart bonde · h7 svart bonde · d6 svart löpare · e6 svart bonde · f6 svart bonde · b5 vit bonde · a3 vit bonde · d3 vit kung · e3 vit bonde · f2 vit bonde · g2 vit bonde · h2 vit bonde · c1 vit löpare | f8 svart kung · a7 svart bonde · b7 svart bonde · g7 svart bonde · h7 svart bonde · d6 svart löpare · e6 svart bonde · f6 svart bonde · b5 vit bonde · a3 vit bonde · d3 vit kung · e3 vit bonde · f2 vit bonde · g2 vit bonde · h2 vit bonde · c1 vit löpare | f8 svart kung · a7 svart bonde · b7 svart bonde · g7 svart bonde · h7 svart bonde · d6 svart löpare · e6 svart bonde · f6 svart bonde · b5 vit bonde · a3 vit bonde · d3 vit kung · e3 vit bonde · f2 vit bonde · g2 vit bonde · h2 vit bonde · c1 vit löpare | f8 svart kung · a7 svart bonde · b7 svart bonde · g7 svart bonde · h7 svart bonde · d6 svart löpare · e6 svart bonde · f6 svart bonde · b5 vit bonde · a3 vit bonde · d3 vit kung · e3 vit bonde · f2 vit bonde · g2 vit bonde · h2 vit bonde · c1 vit löpare | 4 |
| 3 | f8 svart kung · a7 svart bonde · b7 svart bonde · g7 svart bonde · h7 svart bonde · d6 svart löpare · e6 svart bonde · f6 svart bonde · b5 vit bonde · a3 vit bonde · d3 vit kung · e3 vit bonde · f2 vit bonde · g2 vit bonde · h2 vit bonde · c1 vit löpare | f8 svart kung · a7 svart bonde · b7 svart bonde · g7 svart bonde · h7 svart bonde · d6 svart löpare · e6 svart bonde · f6 svart bonde · b5 vit bonde · a3 vit bonde · d3 vit kung · e3 vit bonde · f2 vit bonde · g2 vit bonde · h2 vit bonde · c1 vit löpare | f8 svart kung · a7 svart bonde · b7 svart bonde · g7 svart bonde · h7 svart bonde · d6 svart löpare · e6 svart bonde · f6 svart bonde · b5 vit bonde · a3 vit bonde · d3 vit kung · e3 vit bonde · f2 vit bonde · g2 vit bonde · h2 vit bonde · c1 vit löpare | f8 svart kung · a7 svart bonde · b7 svart bonde · g7 svart bonde · h7 svart bonde · d6 svart löpare · e6 svart bonde · f6 svart bonde · b5 vit bonde · a3 vit bonde · d3 vit kung · e3 vit bonde · f2 vit bonde · g2 vit bonde · h2 vit bonde · c1 vit löpare | f8 svart kung · a7 svart bonde · b7 svart bonde · g7 svart bonde · h7 svart bonde · d6 svart löpare · e6 svart bonde · f6 svart bonde · b5 vit bonde · a3 vit bonde · d3 vit kung · e3 vit bonde · f2 vit bonde · g2 vit bonde · h2 vit bonde · c1 vit löpare | f8 svart kung · a7 svart bonde · b7 svart bonde · g7 svart bonde · h7 svart bonde · d6 svart löpare · e6 svart bonde · f6 svart bonde · b5 vit bonde · a3 vit bonde · d3 vit kung · e3 vit bonde · f2 vit bonde · g2 vit bonde · h2 vit bonde · c1 vit löpare | f8 svart kung · a7 svart bonde · b7 svart bonde · g7 svart bonde · h7 svart bonde · d6 svart löpare · e6 svart bonde · f6 svart bonde · b5 vit bonde · a3 vit bonde · d3 vit kung · e3 vit bonde · f2 vit bonde · g2 vit bonde · h2 vit bonde · c1 vit löpare | f8 svart kung · a7 svart bonde · b7 svart bonde · g7 svart bonde · h7 svart bonde · d6 svart löpare · e6 svart bonde · f6 svart bonde · b5 vit bonde · a3 vit bonde · d3 vit kung · e3 vit bonde · f2 vit bonde · g2 vit bonde · h2 vit bonde · c1 vit löpare | 3 |
| 2 | f8 svart kung · a7 svart bonde · b7 svart bonde · g7 svart bonde · h7 svart bonde · d6 svart löpare · e6 svart bonde · f6 svart bonde · b5 vit bonde · a3 vit bonde · d3 vit kung · e3 vit bonde · f2 vit bonde · g2 vit bonde · h2 vit bonde · c1 vit löpare | f8 svart kung · a7 svart bonde · b7 svart bonde · g7 svart bonde · h7 svart bonde · d6 svart löpare · e6 svart bonde · f6 svart bonde · b5 vit bonde · a3 vit bonde · d3 vit kung · e3 vit bonde · f2 vit bonde · g2 vit bonde · h2 vit bonde · c1 vit löpare | f8 svart kung · a7 svart bonde · b7 svart bonde · g7 svart bonde · h7 svart bonde · d6 svart löpare · e6 svart bonde · f6 svart bonde · b5 vit bonde · a3 vit bonde · d3 vit kung · e3 vit bonde · f2 vit bonde · g2 vit bonde · h2 vit bonde · c1 vit löpare | f8 svart kung · a7 svart bonde · b7 svart bonde · g7 svart bonde · h7 svart bonde · d6 svart löpare · e6 svart bonde · f6 svart bonde · b5 vit bonde · a3 vit bonde · d3 vit kung · e3 vit bonde · f2 vit bonde · g2 vit bonde · h2 vit bonde · c1 vit löpare | f8 svart kung · a7 svart bonde · b7 svart bonde · g7 svart bonde · h7 svart bonde · d6 svart löpare · e6 svart bonde · f6 svart bonde · b5 vit bonde · a3 vit bonde · d3 vit kung · e3 vit bonde · f2 vit bonde · g2 vit bonde · h2 vit bonde · c1 vit löpare | f8 svart kung · a7 svart bonde · b7 svart bonde · g7 svart bonde · h7 svart bonde · d6 svart löpare · e6 svart bonde · f6 svart bonde · b5 vit bonde · a3 vit bonde · d3 vit kung · e3 vit bonde · f2 vit bonde · g2 vit bonde · h2 vit bonde · c1 vit löpare | f8 svart kung · a7 svart bonde · b7 svart bonde · g7 svart bonde · h7 svart bonde · d6 svart löpare · e6 svart bonde · f6 svart bonde · b5 vit bonde · a3 vit bonde · d3 vit kung · e3 vit bonde · f2 vit bonde · g2 vit bonde · h2 vit bonde · c1 vit löpare | f8 svart kung · a7 svart bonde · b7 svart bonde · g7 svart bonde · h7 svart bonde · d6 svart löpare · e6 svart bonde · f6 svart bonde · b5 vit bonde · a3 vit bonde · d3 vit kung · e3 vit bonde · f2 vit bonde · g2 vit bonde · h2 vit bonde · c1 vit löpare | 2 |
| 1 | f8 svart kung · a7 svart bonde · b7 svart bonde · g7 svart bonde · h7 svart bonde · d6 svart löpare · e6 svart bonde · f6 svart bonde · b5 vit bonde · a3 vit bonde · d3 vit kung · e3 vit bonde · f2 vit bonde · g2 vit bonde · h2 vit bonde · c1 vit löpare | f8 svart kung · a7 svart bonde · b7 svart bonde · g7 svart bonde · h7 svart bonde · d6 svart löpare · e6 svart bonde · f6 svart bonde · b5 vit bonde · a3 vit bonde · d3 vit kung · e3 vit bonde · f2 vit bonde · g2 vit bonde · h2 vit bonde · c1 vit löpare | f8 svart kung · a7 svart bonde · b7 svart bonde · g7 svart bonde · h7 svart bonde · d6 svart löpare · e6 svart bonde · f6 svart bonde · b5 vit bonde · a3 vit bonde · d3 vit kung · e3 vit bonde · f2 vit bonde · g2 vit bonde · h2 vit bonde · c1 vit löpare | f8 svart kung · a7 svart bonde · b7 svart bonde · g7 svart bonde · h7 svart bonde · d6 svart löpare · e6 svart bonde · f6 svart bonde · b5 vit bonde · a3 vit bonde · d3 vit kung · e3 vit bonde · f2 vit bonde · g2 vit bonde · h2 vit bonde · c1 vit löpare | f8 svart kung · a7 svart bonde · b7 svart bonde · g7 svart bonde · h7 svart bonde · d6 svart löpare · e6 svart bonde · f6 svart bonde · b5 vit bonde · a3 vit bonde · d3 vit kung · e3 vit bonde · f2 vit bonde · g2 vit bonde · h2 vit bonde · c1 vit löpare | f8 svart kung · a7 svart bonde · b7 svart bonde · g7 svart bonde · h7 svart bonde · d6 svart löpare · e6 svart bonde · f6 svart bonde · b5 vit bonde · a3 vit bonde · d3 vit kung · e3 vit bonde · f2 vit bonde · g2 vit bonde · h2 vit bonde · c1 vit löpare | f8 svart kung · a7 svart bonde · b7 svart bonde · g7 svart bonde · h7 svart bonde · d6 svart löpare · e6 svart bonde · f6 svart bonde · b5 vit bonde · a3 vit bonde · d3 vit kung · e3 vit bonde · f2 vit bonde · g2 vit bonde · h2 vit bonde · c1 vit löpare | f8 svart kung · a7 svart bonde · b7 svart bonde · g7 svart bonde · h7 svart bonde · d6 svart löpare · e6 svart bonde · f6 svart bonde · b5 vit bonde · a3 vit bonde · d3 vit kung · e3 vit bonde · f2 vit bonde · g2 vit bonde · h2 vit bonde · c1 vit löpare | 1 |
|   | a | b | c | d | e | f | g | h |   |

Matchen började med ett märkligt misstag av Fischer i det första partiet. I en klar remiställning slog han Spasskijs kantbonde och fick sin löpare instängd.
29...Lxh2? 30.g3 h5 31.Ke2 h4 32.Kf3 Ke7
Enligt flera kommentatorer trodde Fischer att han skulle kunna smita med löparen efter 32...h3 33.Kg4 Lg1 men han hade missat att den fortfarande är fångad efter 34.Kxh3 Lxf2 35.Ld2.
33.Kg2 hxg3 34.fxg3 Lxg3 35.Kxg3 och Spasskij vann löparen för två bönder och senare partiet.
Inför det andra partiet krävde Fischer att TV-kamerorna, som han sa störde honom, skulle tas bort. När han inte fick gehör för detta, uteblev han från partiet och Spasskij förklarades som vinnare av det, trots Fischers protester. 
Tvisten ledde till att Spasskij (alltför generöst ansåg en del i det ryska lägret) gick med på att spela det tredje partiet i ett litet rum bakom scenen utan åskådare. Detta parti vanns av Fischer efter att han introducerat en teorinyhet som Spasskij inte besvarade på bästa sätt. Det var Fischers första vinst någonsin mot Spasskij. Efter ryska protester var man tillbaka på scenen för det fjärde partiet. I det femte partiet vann Fischer på nytt, efter ett grovt misstag av Spasskij, och utjämnade därmed matchen till 2½– 2½.
|   | a | b | c | d | e | f | g | h |   |
| 8 | e8 svart drottning · h8 svart kung · c7 svart torn · e7 svart torn · g7 svart bonde · e6 vit bonde · f6 svart springare · h6 svart bonde · a5 svart bonde · c5 svart bonde · f5 vit torn · a4 vit bonde · d4 svart bonde · e4 vit drottning · h4 vit bonde · b3 vit bonde · d3 vit löpare · f3 vit torn · g2 vit bonde · g1 vit kung | e8 svart drottning · h8 svart kung · c7 svart torn · e7 svart torn · g7 svart bonde · e6 vit bonde · f6 svart springare · h6 svart bonde · a5 svart bonde · c5 svart bonde · f5 vit torn · a4 vit bonde · d4 svart bonde · e4 vit drottning · h4 vit bonde · b3 vit bonde · d3 vit löpare · f3 vit torn · g2 vit bonde · g1 vit kung | e8 svart drottning · h8 svart kung · c7 svart torn · e7 svart torn · g7 svart bonde · e6 vit bonde · f6 svart springare · h6 svart bonde · a5 svart bonde · c5 svart bonde · f5 vit torn · a4 vit bonde · d4 svart bonde · e4 vit drottning · h4 vit bonde · b3 vit bonde · d3 vit löpare · f3 vit torn · g2 vit bonde · g1 vit kung | e8 svart drottning · h8 svart kung · c7 svart torn · e7 svart torn · g7 svart bonde · e6 vit bonde · f6 svart springare · h6 svart bonde · a5 svart bonde · c5 svart bonde · f5 vit torn · a4 vit bonde · d4 svart bonde · e4 vit drottning · h4 vit bonde · b3 vit bonde · d3 vit löpare · f3 vit torn · g2 vit bonde · g1 vit kung | e8 svart drottning · h8 svart kung · c7 svart torn · e7 svart torn · g7 svart bonde · e6 vit bonde · f6 svart springare · h6 svart bonde · a5 svart bonde · c5 svart bonde · f5 vit torn · a4 vit bonde · d4 svart bonde · e4 vit drottning · h4 vit bonde · b3 vit bonde · d3 vit löpare · f3 vit torn · g2 vit bonde · g1 vit kung | e8 svart drottning · h8 svart kung · c7 svart torn · e7 svart torn · g7 svart bonde · e6 vit bonde · f6 svart springare · h6 svart bonde · a5 svart bonde · c5 svart bonde · f5 vit torn · a4 vit bonde · d4 svart bonde · e4 vit drottning · h4 vit bonde · b3 vit bonde · d3 vit löpare · f3 vit torn · g2 vit bonde · g1 vit kung | e8 svart drottning · h8 svart kung · c7 svart torn · e7 svart torn · g7 svart bonde · e6 vit bonde · f6 svart springare · h6 svart bonde · a5 svart bonde · c5 svart bonde · f5 vit torn · a4 vit bonde · d4 svart bonde · e4 vit drottning · h4 vit bonde · b3 vit bonde · d3 vit löpare · f3 vit torn · g2 vit bonde · g1 vit kung | e8 svart drottning · h8 svart kung · c7 svart torn · e7 svart torn · g7 svart bonde · e6 vit bonde · f6 svart springare · h6 svart bonde · a5 svart bonde · c5 svart bonde · f5 vit torn · a4 vit bonde · d4 svart bonde · e4 vit drottning · h4 vit bonde · b3 vit bonde · d3 vit löpare · f3 vit torn · g2 vit bonde · g1 vit kung | 8 |
| 7 | e8 svart drottning · h8 svart kung · c7 svart torn · e7 svart torn · g7 svart bonde · e6 vit bonde · f6 svart springare · h6 svart bonde · a5 svart bonde · c5 svart bonde · f5 vit torn · a4 vit bonde · d4 svart bonde · e4 vit drottning · h4 vit bonde · b3 vit bonde · d3 vit löpare · f3 vit torn · g2 vit bonde · g1 vit kung | e8 svart drottning · h8 svart kung · c7 svart torn · e7 svart torn · g7 svart bonde · e6 vit bonde · f6 svart springare · h6 svart bonde · a5 svart bonde · c5 svart bonde · f5 vit torn · a4 vit bonde · d4 svart bonde · e4 vit drottning · h4 vit bonde · b3 vit bonde · d3 vit löpare · f3 vit torn · g2 vit bonde · g1 vit kung | e8 svart drottning · h8 svart kung · c7 svart torn · e7 svart torn · g7 svart bonde · e6 vit bonde · f6 svart springare · h6 svart bonde · a5 svart bonde · c5 svart bonde · f5 vit torn · a4 vit bonde · d4 svart bonde · e4 vit drottning · h4 vit bonde · b3 vit bonde · d3 vit löpare · f3 vit torn · g2 vit bonde · g1 vit kung | e8 svart drottning · h8 svart kung · c7 svart torn · e7 svart torn · g7 svart bonde · e6 vit bonde · f6 svart springare · h6 svart bonde · a5 svart bonde · c5 svart bonde · f5 vit torn · a4 vit bonde · d4 svart bonde · e4 vit drottning · h4 vit bonde · b3 vit bonde · d3 vit löpare · f3 vit torn · g2 vit bonde · g1 vit kung | e8 svart drottning · h8 svart kung · c7 svart torn · e7 svart torn · g7 svart bonde · e6 vit bonde · f6 svart springare · h6 svart bonde · a5 svart bonde · c5 svart bonde · f5 vit torn · a4 vit bonde · d4 svart bonde · e4 vit drottning · h4 vit bonde · b3 vit bonde · d3 vit löpare · f3 vit torn · g2 vit bonde · g1 vit kung | e8 svart drottning · h8 svart kung · c7 svart torn · e7 svart torn · g7 svart bonde · e6 vit bonde · f6 svart springare · h6 svart bonde · a5 svart bonde · c5 svart bonde · f5 vit torn · a4 vit bonde · d4 svart bonde · e4 vit drottning · h4 vit bonde · b3 vit bonde · d3 vit löpare · f3 vit torn · g2 vit bonde · g1 vit kung | e8 svart drottning · h8 svart kung · c7 svart torn · e7 svart torn · g7 svart bonde · e6 vit bonde · f6 svart springare · h6 svart bonde · a5 svart bonde · c5 svart bonde · f5 vit torn · a4 vit bonde · d4 svart bonde · e4 vit drottning · h4 vit bonde · b3 vit bonde · d3 vit löpare · f3 vit torn · g2 vit bonde · g1 vit kung | e8 svart drottning · h8 svart kung · c7 svart torn · e7 svart torn · g7 svart bonde · e6 vit bonde · f6 svart springare · h6 svart bonde · a5 svart bonde · c5 svart bonde · f5 vit torn · a4 vit bonde · d4 svart bonde · e4 vit drottning · h4 vit bonde · b3 vit bonde · d3 vit löpare · f3 vit torn · g2 vit bonde · g1 vit kung | 7 |
| 6 | e8 svart drottning · h8 svart kung · c7 svart torn · e7 svart torn · g7 svart bonde · e6 vit bonde · f6 svart springare · h6 svart bonde · a5 svart bonde · c5 svart bonde · f5 vit torn · a4 vit bonde · d4 svart bonde · e4 vit drottning · h4 vit bonde · b3 vit bonde · d3 vit löpare · f3 vit torn · g2 vit bonde · g1 vit kung | e8 svart drottning · h8 svart kung · c7 svart torn · e7 svart torn · g7 svart bonde · e6 vit bonde · f6 svart springare · h6 svart bonde · a5 svart bonde · c5 svart bonde · f5 vit torn · a4 vit bonde · d4 svart bonde · e4 vit drottning · h4 vit bonde · b3 vit bonde · d3 vit löpare · f3 vit torn · g2 vit bonde · g1 vit kung | e8 svart drottning · h8 svart kung · c7 svart torn · e7 svart torn · g7 svart bonde · e6 vit bonde · f6 svart springare · h6 svart bonde · a5 svart bonde · c5 svart bonde · f5 vit torn · a4 vit bonde · d4 svart bonde · e4 vit drottning · h4 vit bonde · b3 vit bonde · d3 vit löpare · f3 vit torn · g2 vit bonde · g1 vit kung | e8 svart drottning · h8 svart kung · c7 svart torn · e7 svart torn · g7 svart bonde · e6 vit bonde · f6 svart springare · h6 svart bonde · a5 svart bonde · c5 svart bonde · f5 vit torn · a4 vit bonde · d4 svart bonde · e4 vit drottning · h4 vit bonde · b3 vit bonde · d3 vit löpare · f3 vit torn · g2 vit bonde · g1 vit kung | e8 svart drottning · h8 svart kung · c7 svart torn · e7 svart torn · g7 svart bonde · e6 vit bonde · f6 svart springare · h6 svart bonde · a5 svart bonde · c5 svart bonde · f5 vit torn · a4 vit bonde · d4 svart bonde · e4 vit drottning · h4 vit bonde · b3 vit bonde · d3 vit löpare · f3 vit torn · g2 vit bonde · g1 vit kung | e8 svart drottning · h8 svart kung · c7 svart torn · e7 svart torn · g7 svart bonde · e6 vit bonde · f6 svart springare · h6 svart bonde · a5 svart bonde · c5 svart bonde · f5 vit torn · a4 vit bonde · d4 svart bonde · e4 vit drottning · h4 vit bonde · b3 vit bonde · d3 vit löpare · f3 vit torn · g2 vit bonde · g1 vit kung | e8 svart drottning · h8 svart kung · c7 svart torn · e7 svart torn · g7 svart bonde · e6 vit bonde · f6 svart springare · h6 svart bonde · a5 svart bonde · c5 svart bonde · f5 vit torn · a4 vit bonde · d4 svart bonde · e4 vit drottning · h4 vit bonde · b3 vit bonde · d3 vit löpare · f3 vit torn · g2 vit bonde · g1 vit kung | e8 svart drottning · h8 svart kung · c7 svart torn · e7 svart torn · g7 svart bonde · e6 vit bonde · f6 svart springare · h6 svart bonde · a5 svart bonde · c5 svart bonde · f5 vit torn · a4 vit bonde · d4 svart bonde · e4 vit drottning · h4 vit bonde · b3 vit bonde · d3 vit löpare · f3 vit torn · g2 vit bonde · g1 vit kung | 6 |
| 5 | e8 svart drottning · h8 svart kung · c7 svart torn · e7 svart torn · g7 svart bonde · e6 vit bonde · f6 svart springare · h6 svart bonde · a5 svart bonde · c5 svart bonde · f5 vit torn · a4 vit bonde · d4 svart bonde · e4 vit drottning · h4 vit bonde · b3 vit bonde · d3 vit löpare · f3 vit torn · g2 vit bonde · g1 vit kung | e8 svart drottning · h8 svart kung · c7 svart torn · e7 svart torn · g7 svart bonde · e6 vit bonde · f6 svart springare · h6 svart bonde · a5 svart bonde · c5 svart bonde · f5 vit torn · a4 vit bonde · d4 svart bonde · e4 vit drottning · h4 vit bonde · b3 vit bonde · d3 vit löpare · f3 vit torn · g2 vit bonde · g1 vit kung | e8 svart drottning · h8 svart kung · c7 svart torn · e7 svart torn · g7 svart bonde · e6 vit bonde · f6 svart springare · h6 svart bonde · a5 svart bonde · c5 svart bonde · f5 vit torn · a4 vit bonde · d4 svart bonde · e4 vit drottning · h4 vit bonde · b3 vit bonde · d3 vit löpare · f3 vit torn · g2 vit bonde · g1 vit kung | e8 svart drottning · h8 svart kung · c7 svart torn · e7 svart torn · g7 svart bonde · e6 vit bonde · f6 svart springare · h6 svart bonde · a5 svart bonde · c5 svart bonde · f5 vit torn · a4 vit bonde · d4 svart bonde · e4 vit drottning · h4 vit bonde · b3 vit bonde · d3 vit löpare · f3 vit torn · g2 vit bonde · g1 vit kung | e8 svart drottning · h8 svart kung · c7 svart torn · e7 svart torn · g7 svart bonde · e6 vit bonde · f6 svart springare · h6 svart bonde · a5 svart bonde · c5 svart bonde · f5 vit torn · a4 vit bonde · d4 svart bonde · e4 vit drottning · h4 vit bonde · b3 vit bonde · d3 vit löpare · f3 vit torn · g2 vit bonde · g1 vit kung | e8 svart drottning · h8 svart kung · c7 svart torn · e7 svart torn · g7 svart bonde · e6 vit bonde · f6 svart springare · h6 svart bonde · a5 svart bonde · c5 svart bonde · f5 vit torn · a4 vit bonde · d4 svart bonde · e4 vit drottning · h4 vit bonde · b3 vit bonde · d3 vit löpare · f3 vit torn · g2 vit bonde · g1 vit kung | e8 svart drottning · h8 svart kung · c7 svart torn · e7 svart torn · g7 svart bonde · e6 vit bonde · f6 svart springare · h6 svart bonde · a5 svart bonde · c5 svart bonde · f5 vit torn · a4 vit bonde · d4 svart bonde · e4 vit drottning · h4 vit bonde · b3 vit bonde · d3 vit löpare · f3 vit torn · g2 vit bonde · g1 vit kung | e8 svart drottning · h8 svart kung · c7 svart torn · e7 svart torn · g7 svart bonde · e6 vit bonde · f6 svart springare · h6 svart bonde · a5 svart bonde · c5 svart bonde · f5 vit torn · a4 vit bonde · d4 svart bonde · e4 vit drottning · h4 vit bonde · b3 vit bonde · d3 vit löpare · f3 vit torn · g2 vit bonde · g1 vit kung | 5 |
| 4 | e8 svart drottning · h8 svart kung · c7 svart torn · e7 svart torn · g7 svart bonde · e6 vit bonde · f6 svart springare · h6 svart bonde · a5 svart bonde · c5 svart bonde · f5 vit torn · a4 vit bonde · d4 svart bonde · e4 vit drottning · h4 vit bonde · b3 vit bonde · d3 vit löpare · f3 vit torn · g2 vit bonde · g1 vit kung | e8 svart drottning · h8 svart kung · c7 svart torn · e7 svart torn · g7 svart bonde · e6 vit bonde · f6 svart springare · h6 svart bonde · a5 svart bonde · c5 svart bonde · f5 vit torn · a4 vit bonde · d4 svart bonde · e4 vit drottning · h4 vit bonde · b3 vit bonde · d3 vit löpare · f3 vit torn · g2 vit bonde · g1 vit kung | e8 svart drottning · h8 svart kung · c7 svart torn · e7 svart torn · g7 svart bonde · e6 vit bonde · f6 svart springare · h6 svart bonde · a5 svart bonde · c5 svart bonde · f5 vit torn · a4 vit bonde · d4 svart bonde · e4 vit drottning · h4 vit bonde · b3 vit bonde · d3 vit löpare · f3 vit torn · g2 vit bonde · g1 vit kung | e8 svart drottning · h8 svart kung · c7 svart torn · e7 svart torn · g7 svart bonde · e6 vit bonde · f6 svart springare · h6 svart bonde · a5 svart bonde · c5 svart bonde · f5 vit torn · a4 vit bonde · d4 svart bonde · e4 vit drottning · h4 vit bonde · b3 vit bonde · d3 vit löpare · f3 vit torn · g2 vit bonde · g1 vit kung | e8 svart drottning · h8 svart kung · c7 svart torn · e7 svart torn · g7 svart bonde · e6 vit bonde · f6 svart springare · h6 svart bonde · a5 svart bonde · c5 svart bonde · f5 vit torn · a4 vit bonde · d4 svart bonde · e4 vit drottning · h4 vit bonde · b3 vit bonde · d3 vit löpare · f3 vit torn · g2 vit bonde · g1 vit kung | e8 svart drottning · h8 svart kung · c7 svart torn · e7 svart torn · g7 svart bonde · e6 vit bonde · f6 svart springare · h6 svart bonde · a5 svart bonde · c5 svart bonde · f5 vit torn · a4 vit bonde · d4 svart bonde · e4 vit drottning · h4 vit bonde · b3 vit bonde · d3 vit löpare · f3 vit torn · g2 vit bonde · g1 vit kung | e8 svart drottning · h8 svart kung · c7 svart torn · e7 svart torn · g7 svart bonde · e6 vit bonde · f6 svart springare · h6 svart bonde · a5 svart bonde · c5 svart bonde · f5 vit torn · a4 vit bonde · d4 svart bonde · e4 vit drottning · h4 vit bonde · b3 vit bonde · d3 vit löpare · f3 vit torn · g2 vit bonde · g1 vit kung | e8 svart drottning · h8 svart kung · c7 svart torn · e7 svart torn · g7 svart bonde · e6 vit bonde · f6 svart springare · h6 svart bonde · a5 svart bonde · c5 svart bonde · f5 vit torn · a4 vit bonde · d4 svart bonde · e4 vit drottning · h4 vit bonde · b3 vit bonde · d3 vit löpare · f3 vit torn · g2 vit bonde · g1 vit kung | 4 |
| 3 | e8 svart drottning · h8 svart kung · c7 svart torn · e7 svart torn · g7 svart bonde · e6 vit bonde · f6 svart springare · h6 svart bonde · a5 svart bonde · c5 svart bonde · f5 vit torn · a4 vit bonde · d4 svart bonde · e4 vit drottning · h4 vit bonde · b3 vit bonde · d3 vit löpare · f3 vit torn · g2 vit bonde · g1 vit kung | e8 svart drottning · h8 svart kung · c7 svart torn · e7 svart torn · g7 svart bonde · e6 vit bonde · f6 svart springare · h6 svart bonde · a5 svart bonde · c5 svart bonde · f5 vit torn · a4 vit bonde · d4 svart bonde · e4 vit drottning · h4 vit bonde · b3 vit bonde · d3 vit löpare · f3 vit torn · g2 vit bonde · g1 vit kung | e8 svart drottning · h8 svart kung · c7 svart torn · e7 svart torn · g7 svart bonde · e6 vit bonde · f6 svart springare · h6 svart bonde · a5 svart bonde · c5 svart bonde · f5 vit torn · a4 vit bonde · d4 svart bonde · e4 vit drottning · h4 vit bonde · b3 vit bonde · d3 vit löpare · f3 vit torn · g2 vit bonde · g1 vit kung | e8 svart drottning · h8 svart kung · c7 svart torn · e7 svart torn · g7 svart bonde · e6 vit bonde · f6 svart springare · h6 svart bonde · a5 svart bonde · c5 svart bonde · f5 vit torn · a4 vit bonde · d4 svart bonde · e4 vit drottning · h4 vit bonde · b3 vit bonde · d3 vit löpare · f3 vit torn · g2 vit bonde · g1 vit kung | e8 svart drottning · h8 svart kung · c7 svart torn · e7 svart torn · g7 svart bonde · e6 vit bonde · f6 svart springare · h6 svart bonde · a5 svart bonde · c5 svart bonde · f5 vit torn · a4 vit bonde · d4 svart bonde · e4 vit drottning · h4 vit bonde · b3 vit bonde · d3 vit löpare · f3 vit torn · g2 vit bonde · g1 vit kung | e8 svart drottning · h8 svart kung · c7 svart torn · e7 svart torn · g7 svart bonde · e6 vit bonde · f6 svart springare · h6 svart bonde · a5 svart bonde · c5 svart bonde · f5 vit torn · a4 vit bonde · d4 svart bonde · e4 vit drottning · h4 vit bonde · b3 vit bonde · d3 vit löpare · f3 vit torn · g2 vit bonde · g1 vit kung | e8 svart drottning · h8 svart kung · c7 svart torn · e7 svart torn · g7 svart bonde · e6 vit bonde · f6 svart springare · h6 svart bonde · a5 svart bonde · c5 svart bonde · f5 vit torn · a4 vit bonde · d4 svart bonde · e4 vit drottning · h4 vit bonde · b3 vit bonde · d3 vit löpare · f3 vit torn · g2 vit bonde · g1 vit kung | e8 svart drottning · h8 svart kung · c7 svart torn · e7 svart torn · g7 svart bonde · e6 vit bonde · f6 svart springare · h6 svart bonde · a5 svart bonde · c5 svart bonde · f5 vit torn · a4 vit bonde · d4 svart bonde · e4 vit drottning · h4 vit bonde · b3 vit bonde · d3 vit löpare · f3 vit torn · g2 vit bonde · g1 vit kung | 3 |
| 2 | e8 svart drottning · h8 svart kung · c7 svart torn · e7 svart torn · g7 svart bonde · e6 vit bonde · f6 svart springare · h6 svart bonde · a5 svart bonde · c5 svart bonde · f5 vit torn · a4 vit bonde · d4 svart bonde · e4 vit drottning · h4 vit bonde · b3 vit bonde · d3 vit löpare · f3 vit torn · g2 vit bonde · g1 vit kung | e8 svart drottning · h8 svart kung · c7 svart torn · e7 svart torn · g7 svart bonde · e6 vit bonde · f6 svart springare · h6 svart bonde · a5 svart bonde · c5 svart bonde · f5 vit torn · a4 vit bonde · d4 svart bonde · e4 vit drottning · h4 vit bonde · b3 vit bonde · d3 vit löpare · f3 vit torn · g2 vit bonde · g1 vit kung | e8 svart drottning · h8 svart kung · c7 svart torn · e7 svart torn · g7 svart bonde · e6 vit bonde · f6 svart springare · h6 svart bonde · a5 svart bonde · c5 svart bonde · f5 vit torn · a4 vit bonde · d4 svart bonde · e4 vit drottning · h4 vit bonde · b3 vit bonde · d3 vit löpare · f3 vit torn · g2 vit bonde · g1 vit kung | e8 svart drottning · h8 svart kung · c7 svart torn · e7 svart torn · g7 svart bonde · e6 vit bonde · f6 svart springare · h6 svart bonde · a5 svart bonde · c5 svart bonde · f5 vit torn · a4 vit bonde · d4 svart bonde · e4 vit drottning · h4 vit bonde · b3 vit bonde · d3 vit löpare · f3 vit torn · g2 vit bonde · g1 vit kung | e8 svart drottning · h8 svart kung · c7 svart torn · e7 svart torn · g7 svart bonde · e6 vit bonde · f6 svart springare · h6 svart bonde · a5 svart bonde · c5 svart bonde · f5 vit torn · a4 vit bonde · d4 svart bonde · e4 vit drottning · h4 vit bonde · b3 vit bonde · d3 vit löpare · f3 vit torn · g2 vit bonde · g1 vit kung | e8 svart drottning · h8 svart kung · c7 svart torn · e7 svart torn · g7 svart bonde · e6 vit bonde · f6 svart springare · h6 svart bonde · a5 svart bonde · c5 svart bonde · f5 vit torn · a4 vit bonde · d4 svart bonde · e4 vit drottning · h4 vit bonde · b3 vit bonde · d3 vit löpare · f3 vit torn · g2 vit bonde · g1 vit kung | e8 svart drottning · h8 svart kung · c7 svart torn · e7 svart torn · g7 svart bonde · e6 vit bonde · f6 svart springare · h6 svart bonde · a5 svart bonde · c5 svart bonde · f5 vit torn · a4 vit bonde · d4 svart bonde · e4 vit drottning · h4 vit bonde · b3 vit bonde · d3 vit löpare · f3 vit torn · g2 vit bonde · g1 vit kung | e8 svart drottning · h8 svart kung · c7 svart torn · e7 svart torn · g7 svart bonde · e6 vit bonde · f6 svart springare · h6 svart bonde · a5 svart bonde · c5 svart bonde · f5 vit torn · a4 vit bonde · d4 svart bonde · e4 vit drottning · h4 vit bonde · b3 vit bonde · d3 vit löpare · f3 vit torn · g2 vit bonde · g1 vit kung | 2 |
| 1 | e8 svart drottning · h8 svart kung · c7 svart torn · e7 svart torn · g7 svart bonde · e6 vit bonde · f6 svart springare · h6 svart bonde · a5 svart bonde · c5 svart bonde · f5 vit torn · a4 vit bonde · d4 svart bonde · e4 vit drottning · h4 vit bonde · b3 vit bonde · d3 vit löpare · f3 vit torn · g2 vit bonde · g1 vit kung | e8 svart drottning · h8 svart kung · c7 svart torn · e7 svart torn · g7 svart bonde · e6 vit bonde · f6 svart springare · h6 svart bonde · a5 svart bonde · c5 svart bonde · f5 vit torn · a4 vit bonde · d4 svart bonde · e4 vit drottning · h4 vit bonde · b3 vit bonde · d3 vit löpare · f3 vit torn · g2 vit bonde · g1 vit kung | e8 svart drottning · h8 svart kung · c7 svart torn · e7 svart torn · g7 svart bonde · e6 vit bonde · f6 svart springare · h6 svart bonde · a5 svart bonde · c5 svart bonde · f5 vit torn · a4 vit bonde · d4 svart bonde · e4 vit drottning · h4 vit bonde · b3 vit bonde · d3 vit löpare · f3 vit torn · g2 vit bonde · g1 vit kung | e8 svart drottning · h8 svart kung · c7 svart torn · e7 svart torn · g7 svart bonde · e6 vit bonde · f6 svart springare · h6 svart bonde · a5 svart bonde · c5 svart bonde · f5 vit torn · a4 vit bonde · d4 svart bonde · e4 vit drottning · h4 vit bonde · b3 vit bonde · d3 vit löpare · f3 vit torn · g2 vit bonde · g1 vit kung | e8 svart drottning · h8 svart kung · c7 svart torn · e7 svart torn · g7 svart bonde · e6 vit bonde · f6 svart springare · h6 svart bonde · a5 svart bonde · c5 svart bonde · f5 vit torn · a4 vit bonde · d4 svart bonde · e4 vit drottning · h4 vit bonde · b3 vit bonde · d3 vit löpare · f3 vit torn · g2 vit bonde · g1 vit kung | e8 svart drottning · h8 svart kung · c7 svart torn · e7 svart torn · g7 svart bonde · e6 vit bonde · f6 svart springare · h6 svart bonde · a5 svart bonde · c5 svart bonde · f5 vit torn · a4 vit bonde · d4 svart bonde · e4 vit drottning · h4 vit bonde · b3 vit bonde · d3 vit löpare · f3 vit torn · g2 vit bonde · g1 vit kung | e8 svart drottning · h8 svart kung · c7 svart torn · e7 svart torn · g7 svart bonde · e6 vit bonde · f6 svart springare · h6 svart bonde · a5 svart bonde · c5 svart bonde · f5 vit torn · a4 vit bonde · d4 svart bonde · e4 vit drottning · h4 vit bonde · b3 vit bonde · d3 vit löpare · f3 vit torn · g2 vit bonde · g1 vit kung | e8 svart drottning · h8 svart kung · c7 svart torn · e7 svart torn · g7 svart bonde · e6 vit bonde · f6 svart springare · h6 svart bonde · a5 svart bonde · c5 svart bonde · f5 vit torn · a4 vit bonde · d4 svart bonde · e4 vit drottning · h4 vit bonde · b3 vit bonde · d3 vit löpare · f3 vit torn · g2 vit bonde · g1 vit kung | 1 |
|   | a | b | c | d | e | f | g | h |   |

Det mest kända partiet från matchen är det sjätte. Fischer, som var en notorisk e4-spelare, öppnade överraskande med 1.c4. (Kännetecknande för matchen var att Fischer spelade många olika öppningsvarianter och gjorde det svårt för Spasskij att förbereda sig.)
Det ledde till Tartakowervarianten i avböjd damgambit som Spasskij var väl bekant med, men som Fischer aldrig spelat. Trots detta manövrerade Fischer ut Spasskij med kraftfullt spel. I diagramställningen avgjorde han med 38.Txf6! som river upp det sista skyddet för svarts kung. Partiet slutade 38...gxf6 39.Txf6 Kg8 40.Lc4 Kh8 41.Df4 uppgivet.
Det hotar Tf8+ och på 41...Kg8 kan följa t ex 42.Dxh6 d3 43.Tg6+ Tg7 44.e7+ med matt i nästa drag.
Efter partiet applåderade Spasskij sportsligt Fischers spel tillsammans med publiken.
Fischer tog därmed ledningen i matchen, en ledning som han aldrig släppte. Efter nya segrar i de åttonde och tionde partierna var Fischer tre poäng upp, men Spasskij reducerade i det elfte efter att ha överraskat Fischer i ett sicilianskt parti.
|   | a | b | c | d | e | f | g | h |   |
| 8 | f8 vit löpare · g8 svart torn · g7 vit bonde · c4 svart bonde · f4 svart bonde · b3 svart bonde · d3 svart kung · a2 svart bonde · b2 vit kung · c1 vit torn | f8 vit löpare · g8 svart torn · g7 vit bonde · c4 svart bonde · f4 svart bonde · b3 svart bonde · d3 svart kung · a2 svart bonde · b2 vit kung · c1 vit torn | f8 vit löpare · g8 svart torn · g7 vit bonde · c4 svart bonde · f4 svart bonde · b3 svart bonde · d3 svart kung · a2 svart bonde · b2 vit kung · c1 vit torn | f8 vit löpare · g8 svart torn · g7 vit bonde · c4 svart bonde · f4 svart bonde · b3 svart bonde · d3 svart kung · a2 svart bonde · b2 vit kung · c1 vit torn | f8 vit löpare · g8 svart torn · g7 vit bonde · c4 svart bonde · f4 svart bonde · b3 svart bonde · d3 svart kung · a2 svart bonde · b2 vit kung · c1 vit torn | f8 vit löpare · g8 svart torn · g7 vit bonde · c4 svart bonde · f4 svart bonde · b3 svart bonde · d3 svart kung · a2 svart bonde · b2 vit kung · c1 vit torn | f8 vit löpare · g8 svart torn · g7 vit bonde · c4 svart bonde · f4 svart bonde · b3 svart bonde · d3 svart kung · a2 svart bonde · b2 vit kung · c1 vit torn | f8 vit löpare · g8 svart torn · g7 vit bonde · c4 svart bonde · f4 svart bonde · b3 svart bonde · d3 svart kung · a2 svart bonde · b2 vit kung · c1 vit torn | 8 |
| 7 | f8 vit löpare · g8 svart torn · g7 vit bonde · c4 svart bonde · f4 svart bonde · b3 svart bonde · d3 svart kung · a2 svart bonde · b2 vit kung · c1 vit torn | f8 vit löpare · g8 svart torn · g7 vit bonde · c4 svart bonde · f4 svart bonde · b3 svart bonde · d3 svart kung · a2 svart bonde · b2 vit kung · c1 vit torn | f8 vit löpare · g8 svart torn · g7 vit bonde · c4 svart bonde · f4 svart bonde · b3 svart bonde · d3 svart kung · a2 svart bonde · b2 vit kung · c1 vit torn | f8 vit löpare · g8 svart torn · g7 vit bonde · c4 svart bonde · f4 svart bonde · b3 svart bonde · d3 svart kung · a2 svart bonde · b2 vit kung · c1 vit torn | f8 vit löpare · g8 svart torn · g7 vit bonde · c4 svart bonde · f4 svart bonde · b3 svart bonde · d3 svart kung · a2 svart bonde · b2 vit kung · c1 vit torn | f8 vit löpare · g8 svart torn · g7 vit bonde · c4 svart bonde · f4 svart bonde · b3 svart bonde · d3 svart kung · a2 svart bonde · b2 vit kung · c1 vit torn | f8 vit löpare · g8 svart torn · g7 vit bonde · c4 svart bonde · f4 svart bonde · b3 svart bonde · d3 svart kung · a2 svart bonde · b2 vit kung · c1 vit torn | f8 vit löpare · g8 svart torn · g7 vit bonde · c4 svart bonde · f4 svart bonde · b3 svart bonde · d3 svart kung · a2 svart bonde · b2 vit kung · c1 vit torn | 7 |
| 6 | f8 vit löpare · g8 svart torn · g7 vit bonde · c4 svart bonde · f4 svart bonde · b3 svart bonde · d3 svart kung · a2 svart bonde · b2 vit kung · c1 vit torn | f8 vit löpare · g8 svart torn · g7 vit bonde · c4 svart bonde · f4 svart bonde · b3 svart bonde · d3 svart kung · a2 svart bonde · b2 vit kung · c1 vit torn | f8 vit löpare · g8 svart torn · g7 vit bonde · c4 svart bonde · f4 svart bonde · b3 svart bonde · d3 svart kung · a2 svart bonde · b2 vit kung · c1 vit torn | f8 vit löpare · g8 svart torn · g7 vit bonde · c4 svart bonde · f4 svart bonde · b3 svart bonde · d3 svart kung · a2 svart bonde · b2 vit kung · c1 vit torn | f8 vit löpare · g8 svart torn · g7 vit bonde · c4 svart bonde · f4 svart bonde · b3 svart bonde · d3 svart kung · a2 svart bonde · b2 vit kung · c1 vit torn | f8 vit löpare · g8 svart torn · g7 vit bonde · c4 svart bonde · f4 svart bonde · b3 svart bonde · d3 svart kung · a2 svart bonde · b2 vit kung · c1 vit torn | f8 vit löpare · g8 svart torn · g7 vit bonde · c4 svart bonde · f4 svart bonde · b3 svart bonde · d3 svart kung · a2 svart bonde · b2 vit kung · c1 vit torn | f8 vit löpare · g8 svart torn · g7 vit bonde · c4 svart bonde · f4 svart bonde · b3 svart bonde · d3 svart kung · a2 svart bonde · b2 vit kung · c1 vit torn | 6 |
| 5 | f8 vit löpare · g8 svart torn · g7 vit bonde · c4 svart bonde · f4 svart bonde · b3 svart bonde · d3 svart kung · a2 svart bonde · b2 vit kung · c1 vit torn | f8 vit löpare · g8 svart torn · g7 vit bonde · c4 svart bonde · f4 svart bonde · b3 svart bonde · d3 svart kung · a2 svart bonde · b2 vit kung · c1 vit torn | f8 vit löpare · g8 svart torn · g7 vit bonde · c4 svart bonde · f4 svart bonde · b3 svart bonde · d3 svart kung · a2 svart bonde · b2 vit kung · c1 vit torn | f8 vit löpare · g8 svart torn · g7 vit bonde · c4 svart bonde · f4 svart bonde · b3 svart bonde · d3 svart kung · a2 svart bonde · b2 vit kung · c1 vit torn | f8 vit löpare · g8 svart torn · g7 vit bonde · c4 svart bonde · f4 svart bonde · b3 svart bonde · d3 svart kung · a2 svart bonde · b2 vit kung · c1 vit torn | f8 vit löpare · g8 svart torn · g7 vit bonde · c4 svart bonde · f4 svart bonde · b3 svart bonde · d3 svart kung · a2 svart bonde · b2 vit kung · c1 vit torn | f8 vit löpare · g8 svart torn · g7 vit bonde · c4 svart bonde · f4 svart bonde · b3 svart bonde · d3 svart kung · a2 svart bonde · b2 vit kung · c1 vit torn | f8 vit löpare · g8 svart torn · g7 vit bonde · c4 svart bonde · f4 svart bonde · b3 svart bonde · d3 svart kung · a2 svart bonde · b2 vit kung · c1 vit torn | 5 |
| 4 | f8 vit löpare · g8 svart torn · g7 vit bonde · c4 svart bonde · f4 svart bonde · b3 svart bonde · d3 svart kung · a2 svart bonde · b2 vit kung · c1 vit torn | f8 vit löpare · g8 svart torn · g7 vit bonde · c4 svart bonde · f4 svart bonde · b3 svart bonde · d3 svart kung · a2 svart bonde · b2 vit kung · c1 vit torn | f8 vit löpare · g8 svart torn · g7 vit bonde · c4 svart bonde · f4 svart bonde · b3 svart bonde · d3 svart kung · a2 svart bonde · b2 vit kung · c1 vit torn | f8 vit löpare · g8 svart torn · g7 vit bonde · c4 svart bonde · f4 svart bonde · b3 svart bonde · d3 svart kung · a2 svart bonde · b2 vit kung · c1 vit torn | f8 vit löpare · g8 svart torn · g7 vit bonde · c4 svart bonde · f4 svart bonde · b3 svart bonde · d3 svart kung · a2 svart bonde · b2 vit kung · c1 vit torn | f8 vit löpare · g8 svart torn · g7 vit bonde · c4 svart bonde · f4 svart bonde · b3 svart bonde · d3 svart kung · a2 svart bonde · b2 vit kung · c1 vit torn | f8 vit löpare · g8 svart torn · g7 vit bonde · c4 svart bonde · f4 svart bonde · b3 svart bonde · d3 svart kung · a2 svart bonde · b2 vit kung · c1 vit torn | f8 vit löpare · g8 svart torn · g7 vit bonde · c4 svart bonde · f4 svart bonde · b3 svart bonde · d3 svart kung · a2 svart bonde · b2 vit kung · c1 vit torn | 4 |
| 3 | f8 vit löpare · g8 svart torn · g7 vit bonde · c4 svart bonde · f4 svart bonde · b3 svart bonde · d3 svart kung · a2 svart bonde · b2 vit kung · c1 vit torn | f8 vit löpare · g8 svart torn · g7 vit bonde · c4 svart bonde · f4 svart bonde · b3 svart bonde · d3 svart kung · a2 svart bonde · b2 vit kung · c1 vit torn | f8 vit löpare · g8 svart torn · g7 vit bonde · c4 svart bonde · f4 svart bonde · b3 svart bonde · d3 svart kung · a2 svart bonde · b2 vit kung · c1 vit torn | f8 vit löpare · g8 svart torn · g7 vit bonde · c4 svart bonde · f4 svart bonde · b3 svart bonde · d3 svart kung · a2 svart bonde · b2 vit kung · c1 vit torn | f8 vit löpare · g8 svart torn · g7 vit bonde · c4 svart bonde · f4 svart bonde · b3 svart bonde · d3 svart kung · a2 svart bonde · b2 vit kung · c1 vit torn | f8 vit löpare · g8 svart torn · g7 vit bonde · c4 svart bonde · f4 svart bonde · b3 svart bonde · d3 svart kung · a2 svart bonde · b2 vit kung · c1 vit torn | f8 vit löpare · g8 svart torn · g7 vit bonde · c4 svart bonde · f4 svart bonde · b3 svart bonde · d3 svart kung · a2 svart bonde · b2 vit kung · c1 vit torn | f8 vit löpare · g8 svart torn · g7 vit bonde · c4 svart bonde · f4 svart bonde · b3 svart bonde · d3 svart kung · a2 svart bonde · b2 vit kung · c1 vit torn | 3 |
| 2 | f8 vit löpare · g8 svart torn · g7 vit bonde · c4 svart bonde · f4 svart bonde · b3 svart bonde · d3 svart kung · a2 svart bonde · b2 vit kung · c1 vit torn | f8 vit löpare · g8 svart torn · g7 vit bonde · c4 svart bonde · f4 svart bonde · b3 svart bonde · d3 svart kung · a2 svart bonde · b2 vit kung · c1 vit torn | f8 vit löpare · g8 svart torn · g7 vit bonde · c4 svart bonde · f4 svart bonde · b3 svart bonde · d3 svart kung · a2 svart bonde · b2 vit kung · c1 vit torn | f8 vit löpare · g8 svart torn · g7 vit bonde · c4 svart bonde · f4 svart bonde · b3 svart bonde · d3 svart kung · a2 svart bonde · b2 vit kung · c1 vit torn | f8 vit löpare · g8 svart torn · g7 vit bonde · c4 svart bonde · f4 svart bonde · b3 svart bonde · d3 svart kung · a2 svart bonde · b2 vit kung · c1 vit torn | f8 vit löpare · g8 svart torn · g7 vit bonde · c4 svart bonde · f4 svart bonde · b3 svart bonde · d3 svart kung · a2 svart bonde · b2 vit kung · c1 vit torn | f8 vit löpare · g8 svart torn · g7 vit bonde · c4 svart bonde · f4 svart bonde · b3 svart bonde · d3 svart kung · a2 svart bonde · b2 vit kung · c1 vit torn | f8 vit löpare · g8 svart torn · g7 vit bonde · c4 svart bonde · f4 svart bonde · b3 svart bonde · d3 svart kung · a2 svart bonde · b2 vit kung · c1 vit torn | 2 |
| 1 | f8 vit löpare · g8 svart torn · g7 vit bonde · c4 svart bonde · f4 svart bonde · b3 svart bonde · d3 svart kung · a2 svart bonde · b2 vit kung · c1 vit torn | f8 vit löpare · g8 svart torn · g7 vit bonde · c4 svart bonde · f4 svart bonde · b3 svart bonde · d3 svart kung · a2 svart bonde · b2 vit kung · c1 vit torn | f8 vit löpare · g8 svart torn · g7 vit bonde · c4 svart bonde · f4 svart bonde · b3 svart bonde · d3 svart kung · a2 svart bonde · b2 vit kung · c1 vit torn | f8 vit löpare · g8 svart torn · g7 vit bonde · c4 svart bonde · f4 svart bonde · b3 svart bonde · d3 svart kung · a2 svart bonde · b2 vit kung · c1 vit torn | f8 vit löpare · g8 svart torn · g7 vit bonde · c4 svart bonde · f4 svart bonde · b3 svart bonde · d3 svart kung · a2 svart bonde · b2 vit kung · c1 vit torn | f8 vit löpare · g8 svart torn · g7 vit bonde · c4 svart bonde · f4 svart bonde · b3 svart bonde · d3 svart kung · a2 svart bonde · b2 vit kung · c1 vit torn | f8 vit löpare · g8 svart torn · g7 vit bonde · c4 svart bonde · f4 svart bonde · b3 svart bonde · d3 svart kung · a2 svart bonde · b2 vit kung · c1 vit torn | f8 vit löpare · g8 svart torn · g7 vit bonde · c4 svart bonde · f4 svart bonde · b3 svart bonde · d3 svart kung · a2 svart bonde · b2 vit kung · c1 vit torn | 1 |
|   | a | b | c | d | e | f | g | h |   |

I det trettonde partiet bytte Fischer öppning till Aljechins försvar. Det blev ett kaotiskt parti som ledde till ett obalanserat slutspel där Spasskij hade en löpare mot tre bönder. Partiet såg länge ut att sluta remi men i diagramställningen gjorde Spasskij ett misstag med 69.Td1+? (med 69.Tc3+ hade han kunnat hålla remi). Efter 69…Ke2 70.Tc1 f3! måste vit släppa ut svarts torn och därmed är partiet avgjort. Det slutade 71.Lc5 Txg7 72.Txc4 Td7 73.Te4+ Kf1 74.Ld4 f2 uppgivet.
Med detta blev ställningen 8–5 till Fischer som därefter slog av på takten. Det följde en rad remipartier innan Fischer vann det 21:a partiet som gav honom ointagliga 12½ poäng.